# 马廖内
马廖内（義大利語：Maglione），是意大利都灵省的一个市镇。总面积6平方公里，人口482人，人口密度80.3人/平方公里（2009年）。ISTAT代码为001143。